# Rover SD1

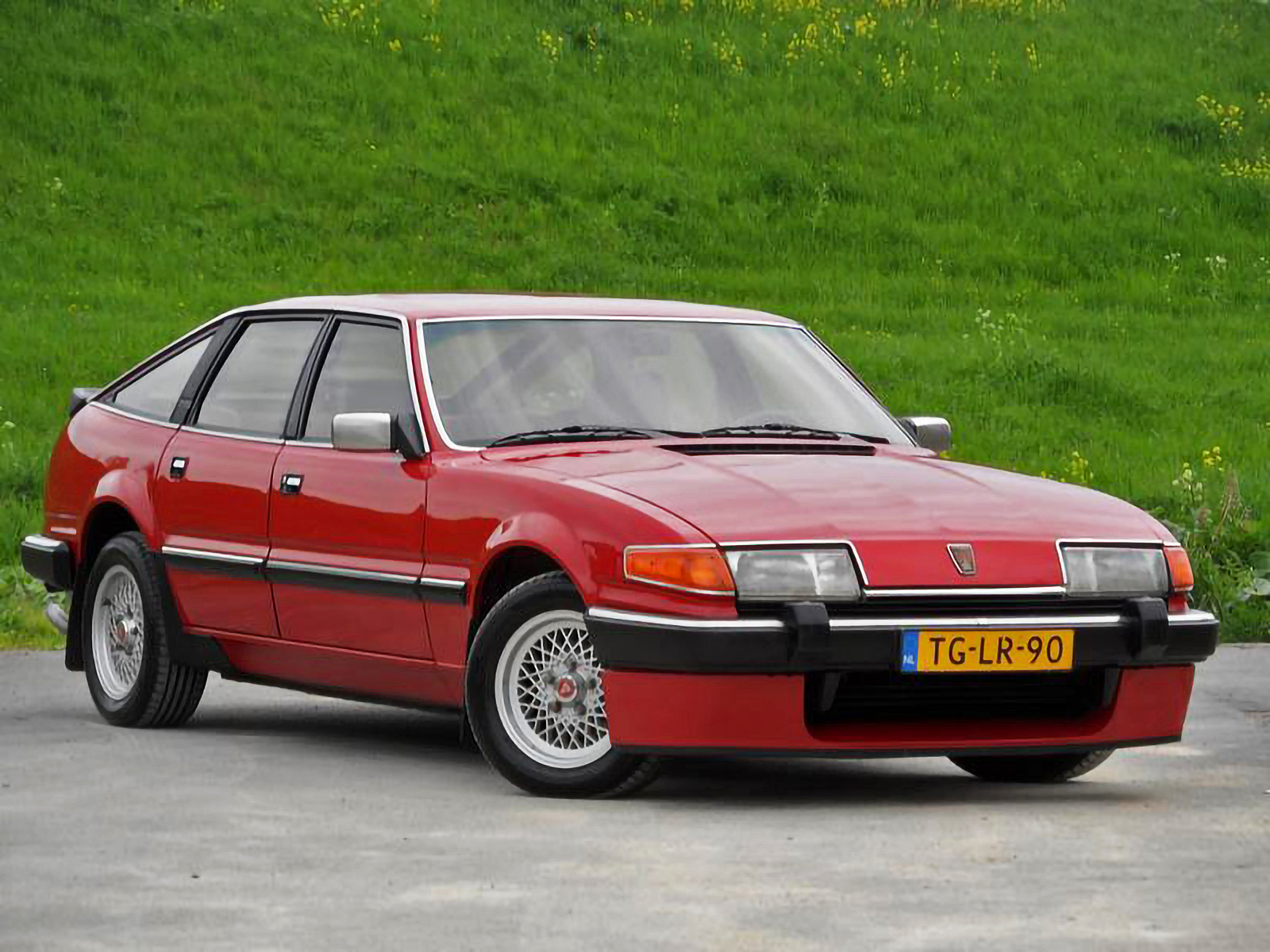
Een Rover SD1

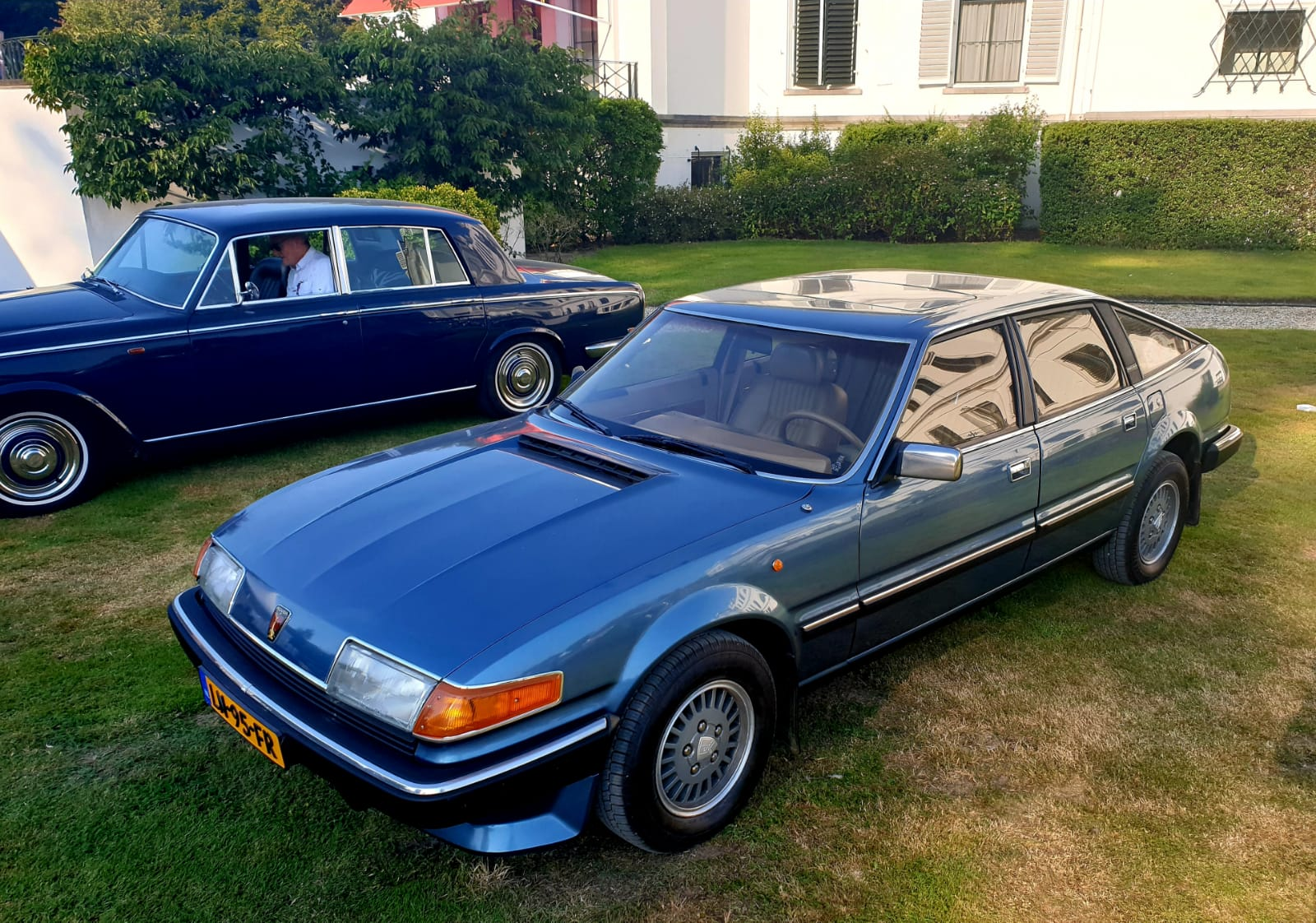
Rover 3500 VandenPlas uit 1984

De Rover SD1 is een personenauto uit het hogere middenklassesegment die in de periode 1976-1986 werd geproduceerd door het Britse automerk Rover. Er zijn in totaal 303.345 auto’s van dit model gebouwd.
De SD1 wordt wel gezien als de laatste echte Britse Rover omdat dit de laatste auto is die ook door het bedrijf zelf ontworpen was.